# Pliensbachiano
| Periodo                                                                                      | Epoca                | Piano          | Età (Ma)    |
| -------------------------------------------------------------------------------------------- | -------------------- | -------------- | ----------- |
| Cretacico                                                                                    | Cretacico inferiore  | Berriasiano    | Più recente |
| Giurassico                                                                                   | Giurassico superiore | Titoniano      | 149,2 ± 0,7 |
| Giurassico                                                                                   | Giurassico superiore | Kimmeridgiano  | 154,8 ± 0,8 |
| Giurassico                                                                                   | Giurassico superiore | Oxfordiano     | 161,5 ± 1,0 |
| Giurassico                                                                                   | Giurassico medio     | Calloviano     | 165,3 ± 1,1 |
| Giurassico                                                                                   | Giurassico medio     | Bathoniano     | 168,2 ± 1,2 |
| Giurassico                                                                                   | Giurassico medio     | Bajociano      | 170,9 ± 0,8 |
| Giurassico                                                                                   | Giurassico medio     | Aaleniano      | 174,7 ± 0,8 |
| Giurassico                                                                                   | Giurassico inferiore | Toarciano      | 184,2 ± 0,3 |
| Giurassico                                                                                   | Giurassico inferiore | Pliensbachiano | 192,9 ± 0,3 |
| Giurassico                                                                                   | Giurassico inferiore | Sinemuriano    | 199,5 ± 0,3 |
| Giurassico                                                                                   | Giurassico inferiore | Hettangiano    | 201,4 ± 0,3 |
| Triassico                                                                                    | Triassico superiore  | Retico         | Più antico  |
| Suddivisione del Giurassico secondo la Commissione internazionale di stratigrafia dell'IUGS. |                      |                |             |

Nella scala dei tempi geologici, il Pliensbachiano rappresenta il terzo dei quattro piani stratigrafici o età in cui è suddiviso il Giurassico inferiore, la prima epoca dell'intero periodo Giurassico.
È compreso tra 189,6 ± 1,5 e 183,0 ± 1,5 milioni di anni fa (Ma), preceduto dal Sinemuriano e seguito dal Toarciano, il quarto e ultimo stadio del Giurassico inferiore.
Lo stadio, che è coevo allo stadio regionale Charmouthiano nel Nord America, vide in Europa la deposizione degli strati del Lias. Il Pliensbachiano terminò con un evento di estinzione di massa noto come estinzione posta circa in corrispondenza del limite Pliensbachiano-Toarciano.
Il Pliensbachiano è suddiviso in Italia in: inferiore e superiore; più generalmente in Europa meridionale in due sottopiani, Carixiano e Domeriano, quest'ultimo identificato dal geologo italiano Guido Bonarelli, separabili da un evento biologico chiaro, cioè la comparsa dei generi di ammoniti tipici della Tetide Fuciniceras lavinianum   e Cetonoceras psiloceroides, non presenti nel Carixiano. 

## Definizioni stratigrafiche e GSSP
Il Pliensbachiano deriva il suo nome dal villaggio di Pliensbach, situato nel comune di Zell unter Aichelberg, nelle Alpi della Svevia, circa 30 km a est di Stoccarda, in Germania. Il nome fu introdotto nella letteratura scientifica dal paleontologo tedesco Albert Oppel nel 1858.
- La base del Pliensbachiano è posta in corrispondenza della prima comparsa di ammoniti della specie Bifericeras donovani e dei generi Apoderoceras e Gleviceras. In Italia (Appennino umbro-marchigiano) il limite inferiore del piano è basato su altri ammoniti (Venturi e al. 2004,05,10, Meister e al. 2006,07, Meister 2010). tra questi molto importante è  Catriceras catriense, indicatore zonale, la cui comparsa, fissa la base del piano; il genere non è presente nel GSSP inglese e nel dominio nord europeo, essendo invece tipico del dominio tetideo. L'esemplare di riferimento per il genere e la specie è figurato nella voce Wikipedia, Monte Catria. Vedi anche discussione della voce.
- Il limite superiore del Pliensbachiano, nonché base del successivo stadio Toarciano, è dato in nord Europa dalla prima comparsa del genere Dactylioceras (più precisamente dal suo sottogenere Orthodactylites). In Tetide invece dal genere ammonitico Eodactylites. Tuttavia studi stratigrafici in Appennino pongono in dubbio se si deve utilizzare Eodactylites (assente per altro nel Regno Unito e in Francia, Howarth, 1992); ciò perché in Italia e in molte località mediterranee risulta presente diffusamente un intervallo anossico o disaerobico (OAE= Oceanic Anossic Event), che potrebbe corrispondere al limite. Nell'Appennino centrale il genere Eodactylites è presente ma è posto al di sotto dell'OAE. in questo caso nell'area i primi ammoniti toarciani potrebbero essere appartenenti ai generi, Hildaites, Martanites, Neotaffertia, Fibulocoeloceras e altri. In assenza della formalizzazione del limite, l'ipotesi resta da vagliare.

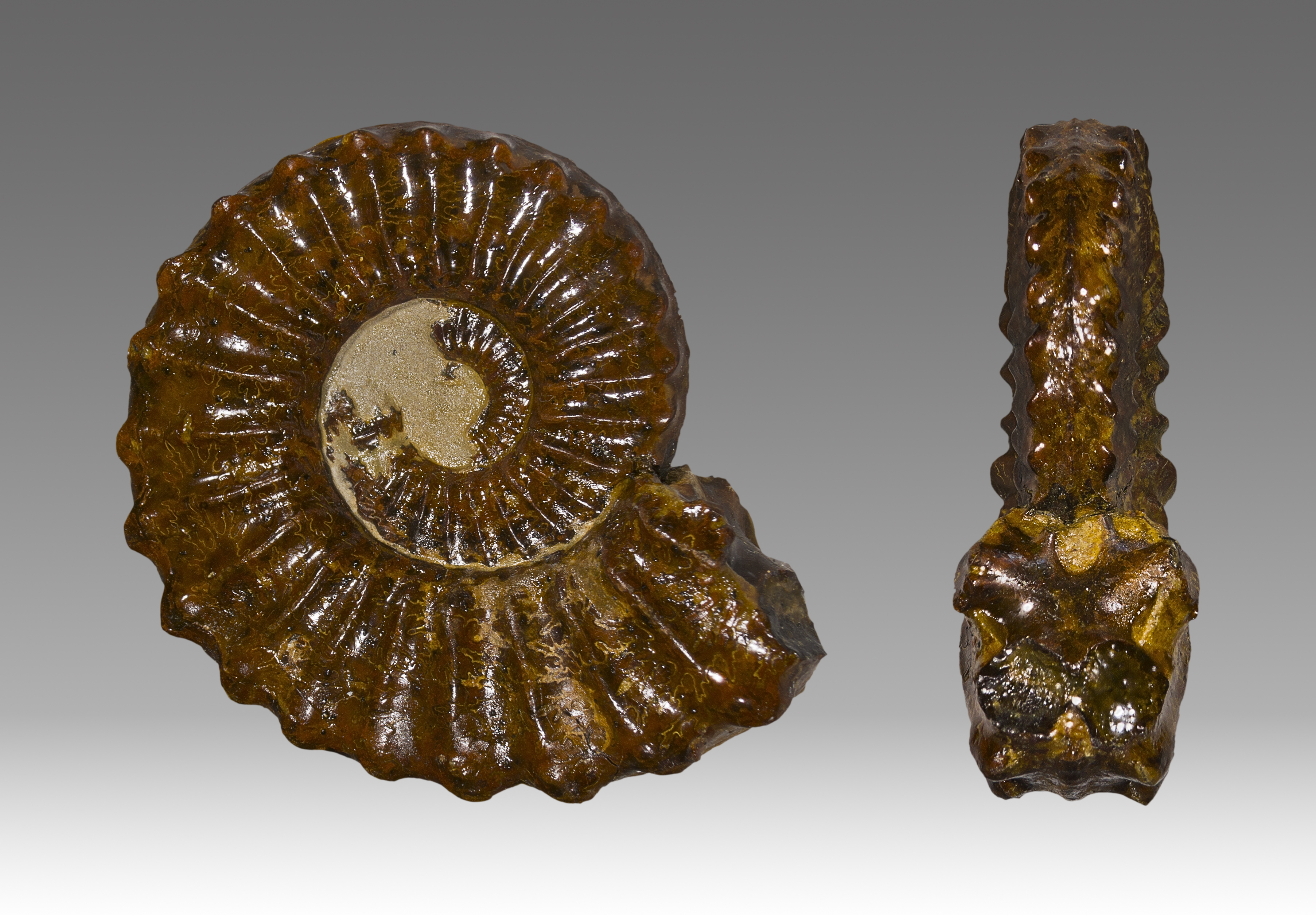
Pleuroceras spinatum - Pliensbachiano superiore - Pliensbachiano

### GSSP
Il GSSP, il profilo stratigrafico di riferimento della Commissione Internazionale di Stratigrafia per la base del Pliensbachiano è stato identificato in un profilo vicino alla Robin Hood's Bay, sulla costa del Mar del Nord, nello Yorkshire, in Inghilterra.. Vedi anche Discussione in questa voce.

## Biostratigrafia
Il Pliensbachiano contiene cinque biozone ammonitiche nel dominio boreale:
- zona del Pleuroceras spinatum
- zona dell'Amaltheus margaritatus
- zona del Prodactylioceras davoei
- zona del Tragophylloceras ibex
- zona dell'Uptonia jamesoni

Nel dominio Tetide, il Pliensbachiano contiene sette biozone ammonitiche:
- zona dell'Emaciaticeras emaciatum
- zona dell'Arieticeras algovianum
- zona del Fuciniceras lavinianum
- zona del Protogrammoceras dilectum
- zona del Metaderoceras gemmellaroi
- zona del Miltoceras sellae
- zona del Catriceras catriense

In Appennino (Tetide) delle zone elencate, dal basso, le prime 4 corrispondono al Pliensbachiano inferiore, mentre le altre 3 al Pliensbachiano superiore (o Domeriano).

## Palaeontologia

### †Ornitischi
| Ornithischia del Pliensbachiano | Ornithischia del Pliensbachiano | Ornithischia del Pliensbachiano     | Ornithischia del Pliensbachiano                                                                       | Ornithischia del Pliensbachiano |
| Taxa                            | Presenza                        | Localizzazione                      | Descrizione                                                                                           | Immagine                        |
| ------------------------------- | ------------------------------- | ----------------------------------- | --- | ------------------------------- |
| - Bienosaurus                   |                                 | Formazione di Lufeng, Yunnan, Cina  | Assegnazione incerta ai thyreophora.                                                                  |                                 |
| - Tatisaurus                    |                                 | Formazione di Lufeng, Yunnan, China | Descrizione basata su un pezzo di mandibola sinistra e un dente. Attribuzione incerta ai thyreophora. |                                 |

### Teropodi
| Theropoda del Pliensbachiano | Theropoda del Pliensbachiano      | Theropoda del Pliensbachiano    | Theropoda del Pliensbachiano | Theropoda del Pliensbachiano |
| Taxa                         | Presenza                          | Localizzazione                  | Descrizione | Immagine                     |
| ---------------------------- | --------------------------------- | ------------------------------- | --- | ---------------------------- |
| - Cryolophosaurus            |                                   | Formazione di Hanson, Antartide | Il primo tetanuro conosciuto. Lungo da 6 a 8 metri con un cranio alto e stretto e una caratteristica cresta nasale proprio sopra gli occhi.                                                                   |                              |
| - Dilophosaurus              | Dal Sinemuriano al Pliensbachiano | Arizona, USA; Yunnan, Cina      | Misurava circa sei metri in lunghezza e aveva un peso attorno a mezza tonnellata. La cararatteristica più evidente del Dilophosaurus è la coppia di creste attorno al capo, forse solo con funzione estetica. |                              |

## Fossili
I fossili del periodo includono belemniti, brachiopodi, gasteropodi e le ben più numerose ammoniti.
Una collezione di fossili del periodo si trova allo Städtische Naturkundliche Museum, a Göppingen in Germania. Per l'Appennino e la Tetide ammoniti italiani del piano sono figurate in parte da Howarth (2013) e in misura maggiore in Venturi e al. (2010).